# كادشمان هاربي الثاني
كادشمان هاربي الثاني هو ملك بابلي والملك ال30 لسلالة بابل الثالثة الكاشية، خلف الحكم من إنليل نادين شومي وخلفه في الحكم أداد شوما إيدينا، وحكم في سنة 1223، وكان يحكم تحت سلطة الاشوريين.